# ألكسندر ماركوفيتش بولياكوف
ألكسندر ماركوفيتش بولياكوف (بالروسية: Поляков, Александр Маркович)‏ (و. 1945 – م) هو فيزيائي، وأستاذ جامعي من روسيا. ولد في موسكو .
وهو عضواً في الأكاديمية الوطنية للعلوم، والأكاديمية الفرنسية للعلوم، والأكاديمية الروسية للعلوم، والأكاديمية الأمريكية للفنون والعلوم .

## التعليم
تعلم في معهد موسكو للفيزياء والتكنولوجيا

## مناصب وهيئات
أدار جامعة برنستون.

## جوائز
حصل على جوائز منها:
- ميدالية ماكس بلانك (2021)
- جائزة الفيزياء الأساسية (2013)
- Physics Frontiers Prize (2013)
- Lars Onsager Prize (2011)
- Oskar Klein Medal (1996)
- ميدالية لورنتز (1994)
- جائزة داني هينمان للفيزياء الرياضية (1986)
- Dirac Prize (ICTP) (1986)
- جائزة هارفي.